# Mariel Zagunisová
Mariel Leigh Zagunisová (* 3. března 1985 Portland, Spojené státy americké) je americká sportovní šermířka litevského původu z otcovy strany, která se specializuje na šerm šavlí. Oba rodiče závodně veslovali.
USA reprezentuje od prvního desetiletí jednadvacátého století. Na olympijských hrách startovala v roce 2004, 2008, 2012 a 2016 v soutěži jednotlivkyň a družstev. V soutěži jednotlivkyň získala na olympijských hrách 2004 a 2008 zlatou olympijskou medaili. Je dvojnásobnou (2009, 2010) mistryní světa v soutěži jednotlivkyň. S americkým družstvem šavlistek vybojovala na olympijských hrách 2008 a 2016 bronzovou olympijskou medaili a s družstvem vybojovala celkem tři tituly (2000, 2005, 2014) mistryň světa.